# 張鑫源
張鑫源（1950年2月4日—），印尼名艾迪·錢德拉，已退役印尼男子羽毛球運動員。
張鑫源主攻雙打，身材略胖，以擊球力量強與快速反擊而聞名。他與傑出的雙打巨星紀明發搭檔，在1972年至1980年間贏得無數國際男子雙打頭銜，包括2次全英公開賽冠軍。然而，他們也經常在重大比賽輸給隊友梁春生與洪耀龍而屈居亞軍，其中包括4次全英公開賽。
他們倆人在曾1973年與1976年兩屆湯姆斯盃世界團體賽中所向無敵，皆協助印尼贏得冠軍。即使到了球員生涯的後期，他與紀明發仍然在雅加達贏得1980年世界羽毛球錦標賽男子雙打冠軍。

## 主要成就
- 1972年：全英公開賽男子雙打冠軍（搭配紀明發）
- 1973年：全英公開賽男子雙打冠軍（搭配紀明發）
- 1973年：印尼湯姆斯盃冠軍隊成員
- 1976年：印尼湯姆斯盃冠軍隊成員
- 1978年：亞洲運動會男子雙打金牌（搭配紀明發）
- 1979年：羽毛球世界盃男子雙打冠軍（搭配紀明發）
- 1980年：世界錦標賽男子雙打冠軍（搭配紀明發）